# Stora Gungtjärnen
Stora Gungtjärnen är en sjö i Härryda kommun i Västergötland och ingår i Göta älvs huvudavrinningsområde.